# Oregoniidae
Oregoniidae là một họ cua. Nó bao gồm 4 chi Chionoecetes, Hyas, Macroregonia và Oregonia. Trước đây, các loài này được xếp vào họ Majidae.